# Нарышкин, Михаил Кириллович
Михаил Кириллович Нарышкин (18 (30) ноября 1825 — 13 (25) октября 1890) — русский военный деятель, генерал-лейтенант.

## Биография
Родился в Москве 18 (30) ноября 1825 года — сын генерал-майора Кирилла Михайловича Нарышкина от его брака с Анной Николаевной Сутгоф. По отцу племянник декабриста М. М. Нарышкина, по матери внук генерал-майора Н. И. Сутгофа. Был крещён 28 ноября 1825 года в церкви Ржевской иконы Божией Матери у Пречистенских ворот при восприемстве дяди М. М. Нарышкина и тетки Евдокии Нарышкиной.
Получив общее домашнее образование, 20 января 1843 года поступил на военную службу и 28 сентября 1844 года был произведён в корнеты; ротмистр гвардии с 26 августа 1856 года, полковник с апреля 1860 года, генерал-майор Свиты со ст. 27.03.1866 на основании Манифеста 18.02.1762 г. (Выс. пр. 30.08.1863). Участвовал в Венгерском походе 1849 года и в Восточной войне 1853-1856 гг. 
Был назначен 30 августа 1863 года Казанским военным губернатором и занимал эту должность до 26 октября 1866 года. Был произведён в генерал-лейтенанты 1 января 1878 года. В период с 28 июня 1883 года по 30 сентября 1885 года числился в запасных войсках, после чего был назначен начальником 1-й местной бригады. С 14 ноября 1888 года — генерал для особых поручений при главнокомандующем войсками гвардии и Петербургского военного округа. 
Выйдя в отставку, он поселился в Москве, где скончался 13 (25) октября 1890 года и был похоронен на кладбище Троице-Сергиевской лавры.

## Семья

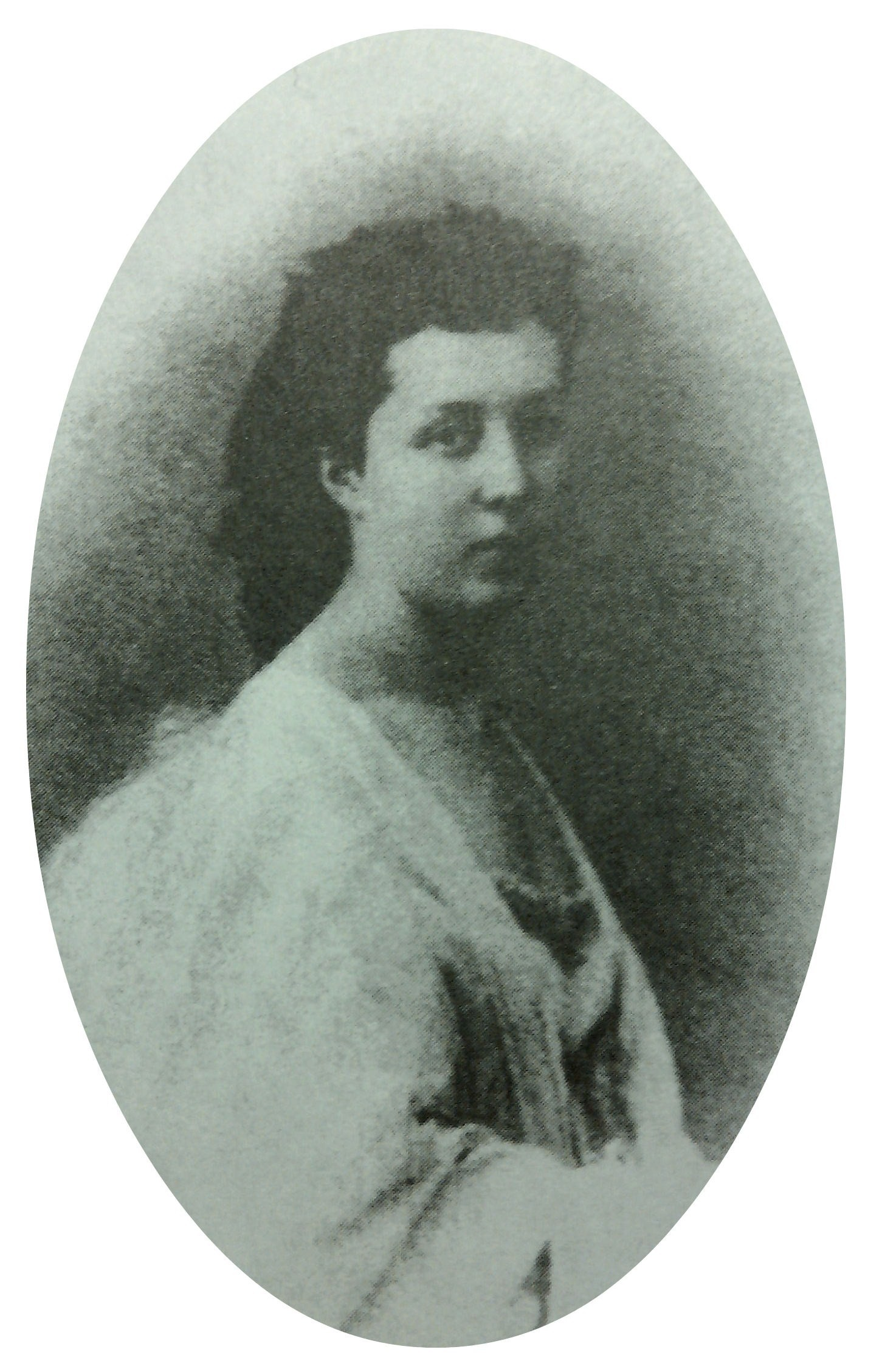
Люция Нарышкина

Жена (с 11 ноября 1853 года) — Люция Карловна Штрандтман (06.03.1832—08.03.1895), внучка сибирского генерал-губернатора Г. Штрандмана; дочь К. Г. Штрандмана и его жены Люции. Как и её сестры, Люция Карловна, состояла фрейлиной двора (1851) и по красоте своей была его украшением. Похоронена на Казанском иноверческом кладбище в Царском Селе.
Их сын — Кирилл Михайлович Нарышкин (1854—1921).

## Награды
- орден Св. Анны 3-й ст. (1859)
- орден Св. Станислава 2-й ст. (1861)
- орден Св. Владимира 3-й ст. (1865)
- орден Св. Станислава 1-й ст. (1870)
- орден Св. Анны 1-й ст. (1873)
- орден Св. Владимира 3-й ст. (1881)
- орден Белого орла (1884)